# Aspidosperma multiflorum
Aspidosperma multiflorum är en oleanderväxtart som beskrevs av A. Dc.. Aspidosperma multiflorum ingår i släktet Aspidosperma och familjen oleanderväxter. Inga underarter finns listade i Catalogue of Life.